# 托马斯·奇滕登
托马斯·奇滕登（英語：Thomas Chittenden，1730年1月6日—1797年8月25日）为美国佛蒙特州政治人物，领导该地区将近20年之久。在佛蒙特共和国时期，奇滕登曾担任第一任和第三任总督，在其任内佛蒙特州成为了美国第十四个州。此后奇滕登成为了佛蒙特州第一任州长，直至他于1797年逝世。

## 早年生活
托马斯·奇滕登于1730年1月6日生于康涅狄格殖民地东吉尔福德，后来于1749年10月4日在康涅狄格索尔兹伯里与伊丽莎白·梅格斯结婚。这对夫妇育有四个儿子和六个女儿，并且这些子女均活到了成年。奇滕登于1765年至1769年间担任索尔兹伯里治安官和和殖民地议会议员，后于1767年至1773年间在康涅狄格第14民兵团服役并获得上校军衔。

## 职业生涯
奇滕登于1774年搬往新罕布什尔州赠地，也就是今天的佛蒙特州，成为了威利斯顿的第一位居民。在1777年于温莎召开的会议起草了佛蒙特的第一部宪法，该宪法将佛蒙特州确立为一个独立的共和国。而在美国独立战争期间奇滕登加入了一个负责与大陆会议谈判的委员会，旨在让佛蒙特加入联邦。不过由于新罕布什尔州和纽约州接宣称佛蒙特属于自己，因此为避免激怒这两个州，大陆会议搁置了与委员会的谈判。在佛蒙特共和国时期，奇滕登于1778年至1789年和1790年至1791年两度出任总督，在此期间与英国当局在魁北克就佛蒙特重新加入英国进行了一系列谈判。
佛蒙特州于1791年成为第十四个加入联邦的州，之后奇滕登出任佛蒙特州州长直至他于1797年逝世。

## 逝世
托马斯·奇滕登于1797年8月25日在佛蒙特州威利斯顿逝世并安葬在位于这里的托马斯·奇滕登公墓。由于他的努力使佛蒙特州得以在动荡中建立，因此他的墓志铭为“从暴风雨和危机四伏中建立了一个长存的州，一个自由和团结的家园。”

## 遗产和荣誉
1894年，位于威利斯顿的托马斯·奇滕登公墓门口开始建设奇滕登的纪念碑，该纪念碑于1896年竣工。而位于蒙彼利埃的佛蒙特州议会大厦行政会议厅入口外则可以看见奇滕登的版画肖像，这一肖像是以奇滕登的孙子为原型绘制的，据当时的人称这两人相貌相仿。而到了20世纪90年代后期，佛蒙特州议会大厦的西入口附近树立起了由艺术家弗兰克·盖洛德创作的奇滕登青铜雕塑，而威利斯顿中央学校前则立有另一座同样是由盖洛德创作的奇滕登雕像。除此之外，佛蒙特州的奇滕登县以及拉特兰县的奇滕登镇皆是以托马斯·奇滕登的名字命名的。